# ОШ „Доситеј Обрадовић” Ниш
ОШ „Доситеј Обрадовић” једна је од основних школа у Нишу. Налази се у улици Краљевића Марка бр. 13а, у општини Медијана. Назив је добила по Доситеју Обрадовићу, српском просветитељу и реформатору револуционарног периода националног буђења и препорода и оснивача и професора Велике школе.

## Историјат
Основна школа „Доситеј Обрадовић” је основана 6. септембра 1962. Грађена је у три етапе, у првој је изграђена зграда са девет учионица, школском радионицом, трпезаријом, кухињом и просторијом за три кабинета. У другој етапи је изграђена фискултурна сала, а у трећој још пет учионица. У првој години при оснивању школе је формирано двадесет и осам одељења са укупно 1002 ученика и то 607 у млађим и 395 у старијим разредима. Први директорка је била Душанка Дејановић, а први учитељи Велика Божиновић и Радмила Ђокић. Данас има шездесет и три запослених, школско двориште износи 1933m², а школска зграда 2226 m².